# فضل کریم ایماق
فضل کریم ایماق (زاده: ۱۳۳۱، ولایت قندوز) سیاست‌مدار افغانستانی و نماینده مردم قندوز در دوره پانزدهم مجلس نمایندگان افغانستان است.

## زندگی‌نامه
فضل کریم ایماق متولد ۱۳۳۱ از ولایت قندوز افغانستان است. وی دارای مدرک تحصیلی لیسانس در رشته حقوق و علوم سیاسی است.

## دیگر فعالیت‌ها
- کارمند کارخانه اسپین زر.[۱]
- شهردار کابل.[۱]
- آمر/رئیس ولایتی جبهه نجات ملی در ولایت قندوز.[۱]
- عضو حزب افغانستان نوین.[۱]